# 生神女福音大聖堂 (アテネ)

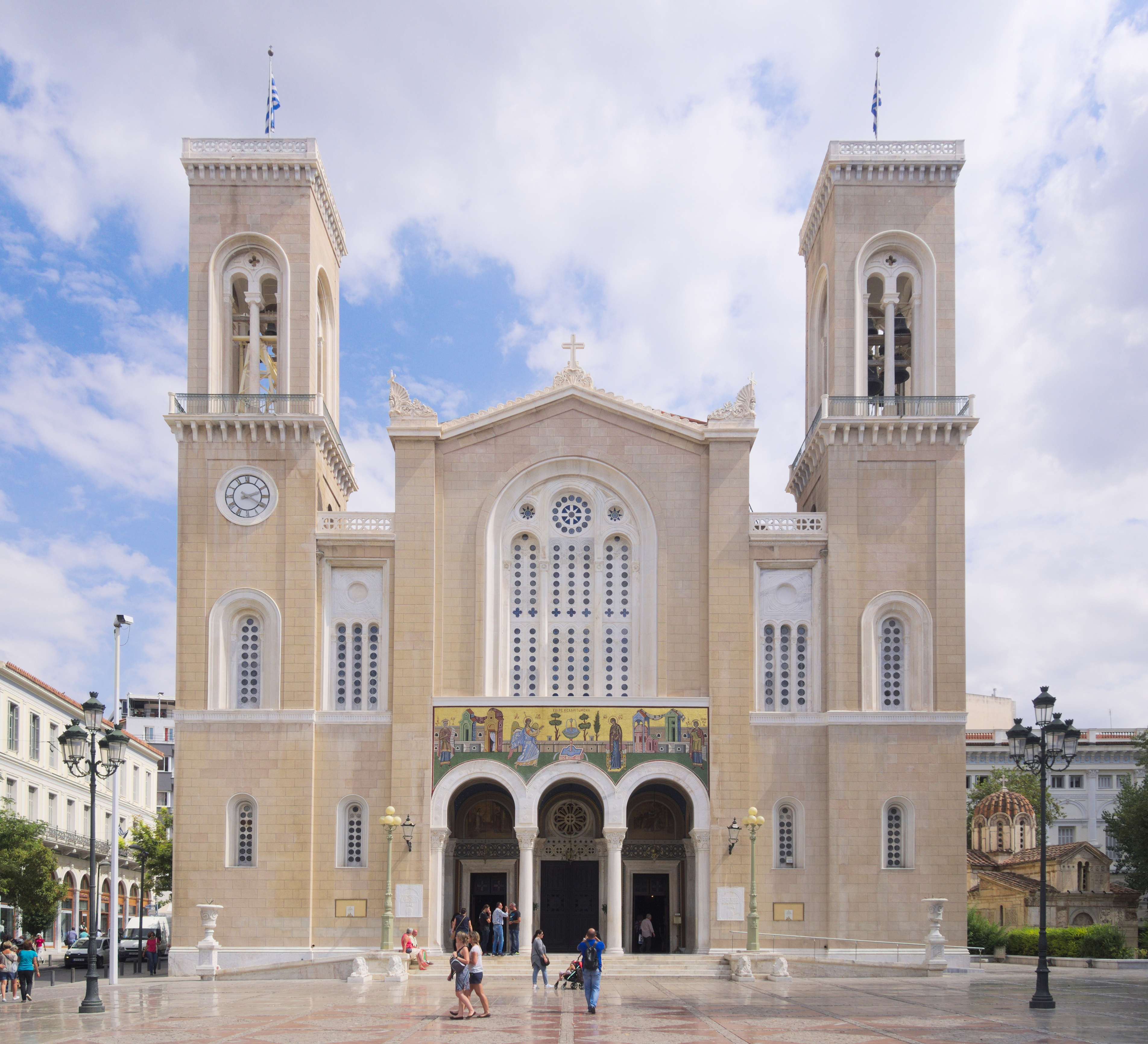
アテネの生神女福音大聖堂

アテネの生神女福音大聖堂（しょうしんじょふくいんだいせいどう、ギリシア語: Καθεδρικός Ναος Ευαγγελισμού της Θεοτόκου）は、ギリシャ共和国のアテネにある、ギリシャ正教会の首座主教たるアテネおよび全ギリシアの大主教（アテネ大主教）の主教座聖堂である。

## 概要
ギリシャ共和国アッティカ地方中央アテネ県アテネに存在するこの大聖堂は、ミトロポリス大聖堂との名でも知られ、アテネおよび全ギリシアの大主教の主教座聖堂である。名前の由来となったのは、全能者ハリストス（イエス）の降誕に関る「生神女福音」（受胎告知の伝説）であり、聖堂の献呈先も生神女福音祭となっている。材料は、主に煉瓦が使用され、建築様式は新古典主義建築である。1862年設立であるこの聖堂は、ギリシャの指定建造物となっている。

## 沿革
大聖堂の建設工事は、ギリシャ王オソン1世、ギリシャ王妃アマリアによって礎石が、1842年の降誕祭に据えられて始まった。
工事には、大聖堂の巨大な壁を建設するために72の破壊された聖堂から集められた大理石が用いられた。完成には3人が建築設計にたずさわり、20年の年月を要した。1862年5月21日に完成した大聖堂は、王と王妃によって生神女福音（ギリシア語: Ευαγγελισμός της Θεοτόκου）に捧げられた。大聖堂は3つの通路にドームを備えたバシリカ様式であり、長さ40メートル、幅20メートル、高さ24メートル。内部にはオスマン帝国支配時代にオスマン帝国によって殺害された二人の聖人、聖フィロセイ（ギリシア語: Άγια Φιλοθέη）と、コンスタンディヌーポリ総主教聖グリゴリオスの墓がある。
- 聖フィロセイは修道院を建設し、1559年に致命した。彼女の不朽体は今も銀の不朽体入れに収められているのを見る事が出来る。彼女はオスマン帝国のハーレムに捕らえられていたギリシャ人女性を救った事で称えられている。

- 国の致命者・コンスタンディヌーポリ総主教聖グリゴリオスは、ギリシャ独立戦争の契機となった1821年3月25日のギリシャ人の蜂起の報復として、トルコのスルタンマフムト2世の命令で処刑され、ボスフォラス海峡に遺体が投げ込まれた。彼の遺体はギリシャ人水夫によって引き上げられ、アテネに葬られた。

## 現在
大聖堂のすぐ北には、小さな聖エレフセリオス聖堂があり、「小ミトロポリス」とも呼ばれている。
大聖堂の正面にある広場には二つの像が建てられている。一つは最後の東ローマ帝国皇帝である国の致命者聖コンスタンディノス（コンスタンティノス11世）のもの。もう一つは第二次世界大戦中にアテネ大主教であり、ギリシャ王ゲオルギオス2世の摂政を務め、1945年にはギリシャの首相を務めた、大主教ダマスキノスのものである。
生神女福音大聖堂はアテネの主要なランドマークとなっており、国家の重要な式典の場となっている。また、富裕層や著名人の結婚式・埋葬式の場ともなっている。

## ギャラリー

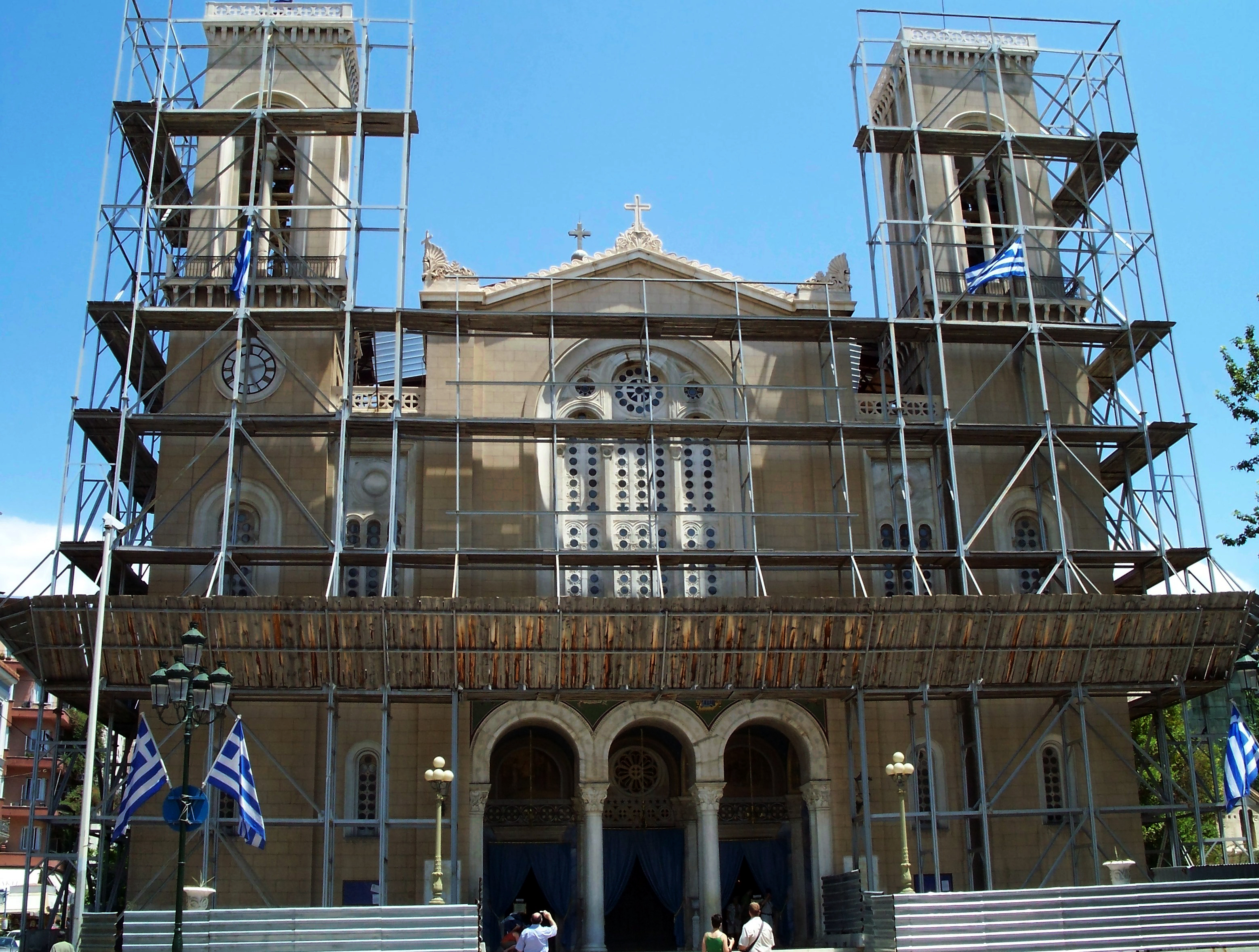
修復中のファサード
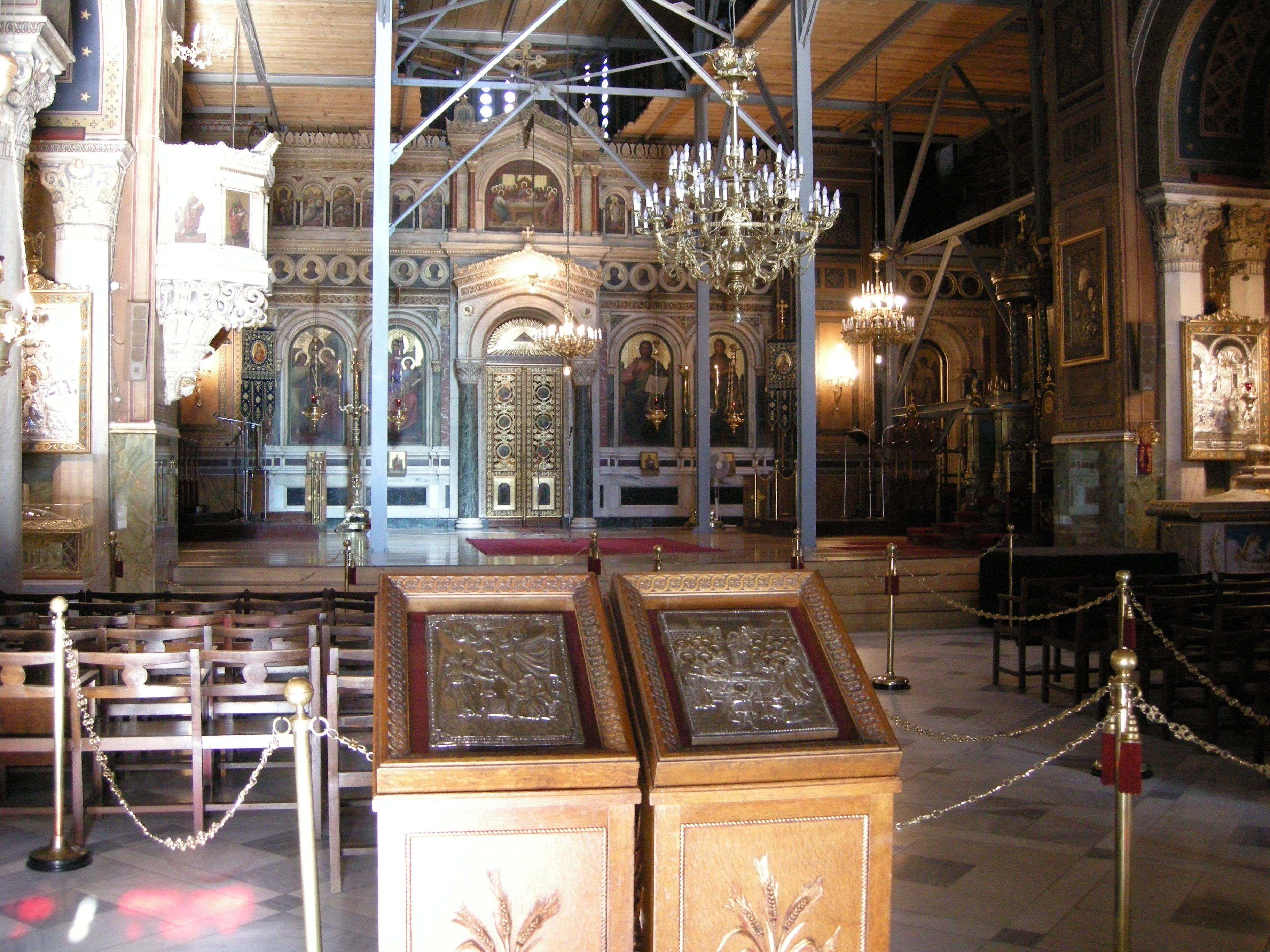
修復中の内観
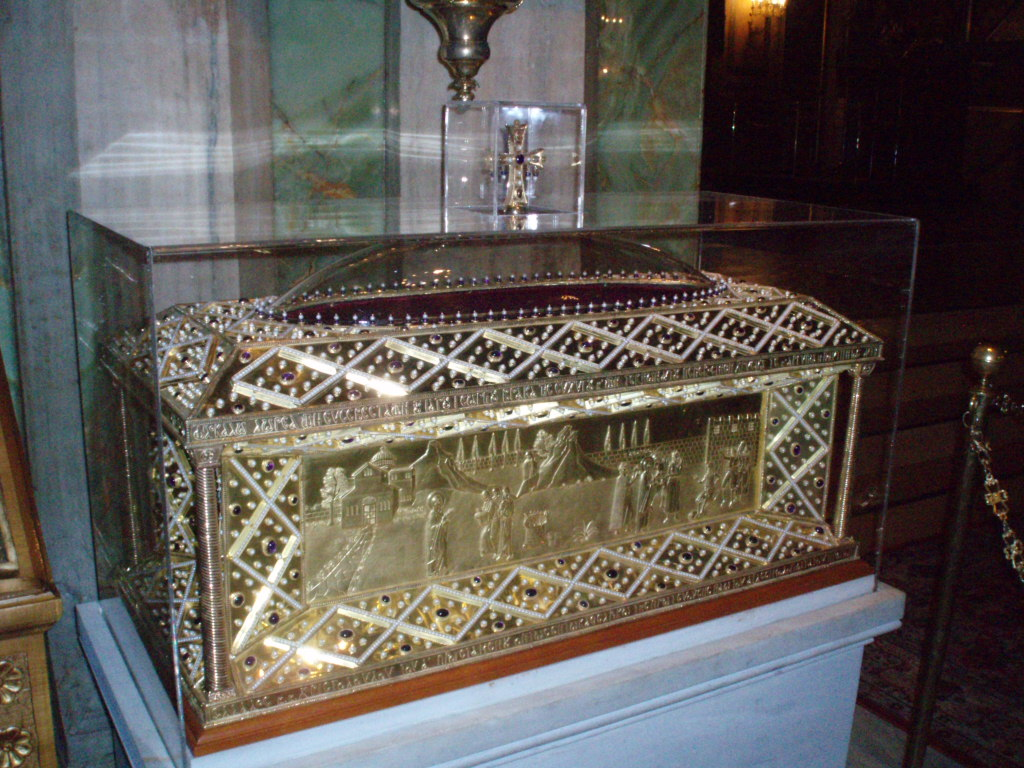
聖フィロセイの聖櫃
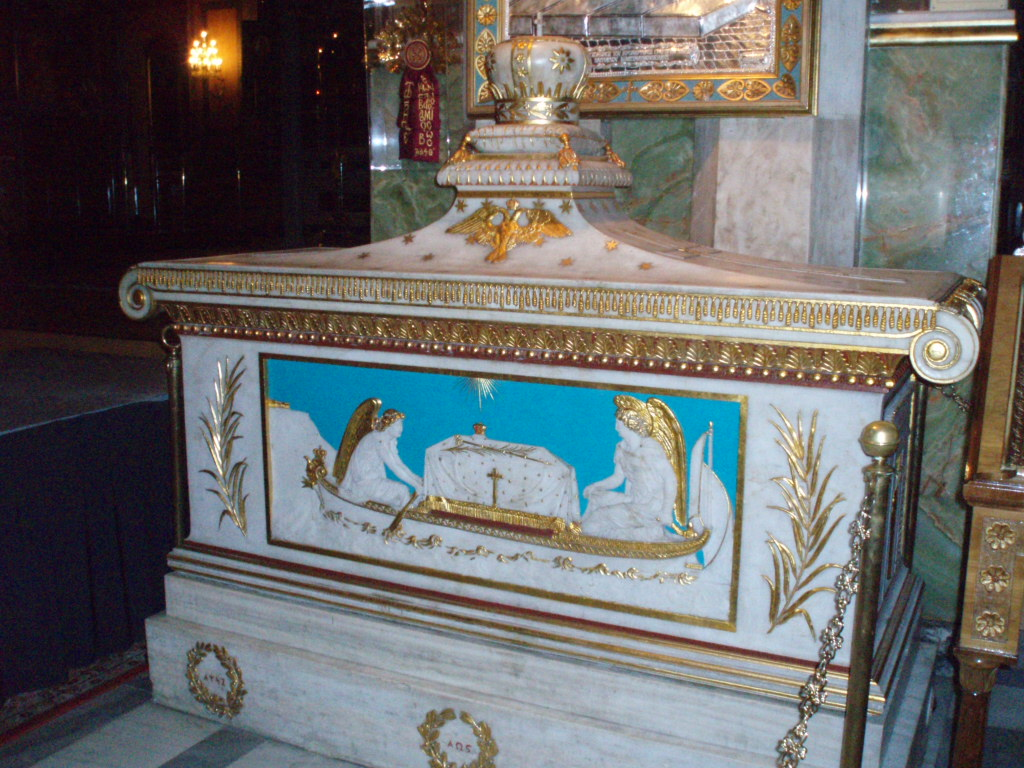
総主教聖グリゴリオスの聖櫃